# 毛抜形太刀〈無銘/〉
毛抜形太刀無銘（けぬきがたたち むめい）は、福岡県太宰府市にある宗教法人太宰府天満宮が所有する平安時代の太刀である。
国の重要文化財に指定されている）。
正式な指定名称は縦書きであり、一行の途中で二段構えとしているため、技術的制約から、毛抜形太刀〈無銘／〉のように表記される場合もある。
（伝天國）とする場合もある。

## 特徴
本作は平安時代中期の平安時代から鎌倉時代に見られる太刀の過渡期に製作され、明治8年に整理された「太宰府神社宝物目録」では菅原道真の所持品だったことが記されている。
全長83.3センチメートル、刃長66.4センチメートル、反り2.8センチメートル、元幅3センチメートル、柄長17センチメートル。鎬造、丸棟、腰反り、カマス切先。焼身に加え全身錆に覆われているため、作風は不明である。伝世品の毛抜形太刀の中では珍しく、柄と刀身が二カ所の鋲で留められる形状をしており、柄と刀身の分離が可能である。
毛抜形太刀は、平安時代に御所の警備を行う衛府の役人が佩用していたとも、平安貴族が外出又は儀仗用として佩用していたともされており、柄と茎（なかご）が一体でかつ毛抜きを左右に並べた形の透かし彫りがなされているのが特徴である。本太刀も他の毛抜形太刀と同様、直刀から彎刀への過渡期の形状を表しており、平安時代中期の製作とされている。毛抜形太刀は後世の模造刀を除き現存数は限られているが、本太刀は焼身であるものの数少ない貴重な現存品として価値を有する。
本太刀は、その由緒の特殊性から、1923年（大正12年）3月28日に古社寺保存法第4条第1項の規定により国宝（丙種）の資格ある物とされ、1929年（昭和4年）7月1日に施行された国宝保存法附則第3項の規定により同法指定の国宝（いわゆる旧国宝）としてみなされ、さらに1950年（昭和25年）8月29日に施行された文化財保護法附則第3条第1項の規定により同法指定の重要文化財とみなされている。
刀身のほか、刀身収納用に同社の神紋である梅紋の蒔絵が施された箱が現存する。この箱は本太刀を丸々収めるため反りにあわせて彎曲されている。なおこの箱は文化財指定（附指定を含む）の対象外である。

## 伝来

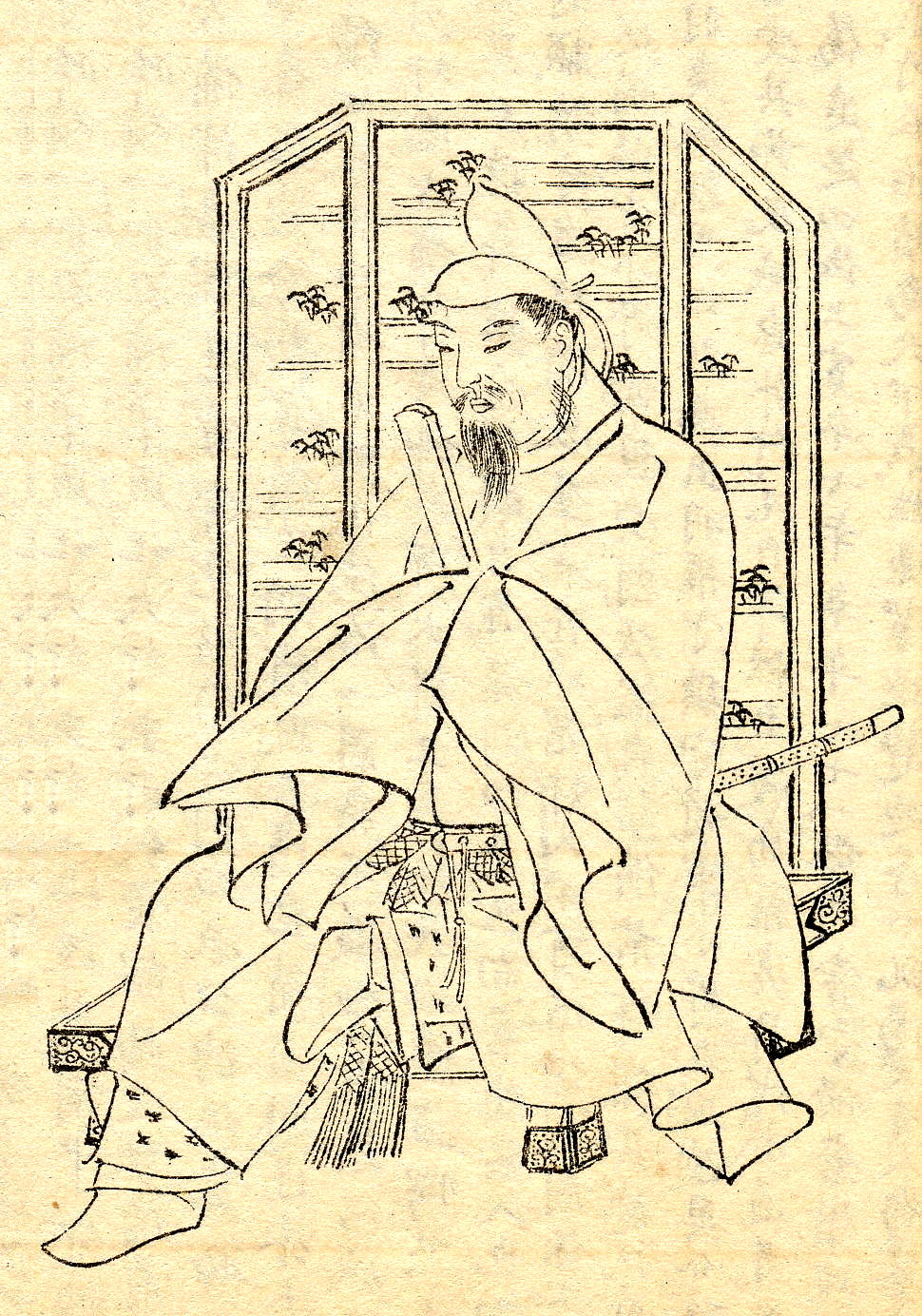
「菅原道真」（菊池容斎作『前賢故実巻第5』より）。なお本画で佩用しているのは毛抜形太刀ではなく通常の太刀である。

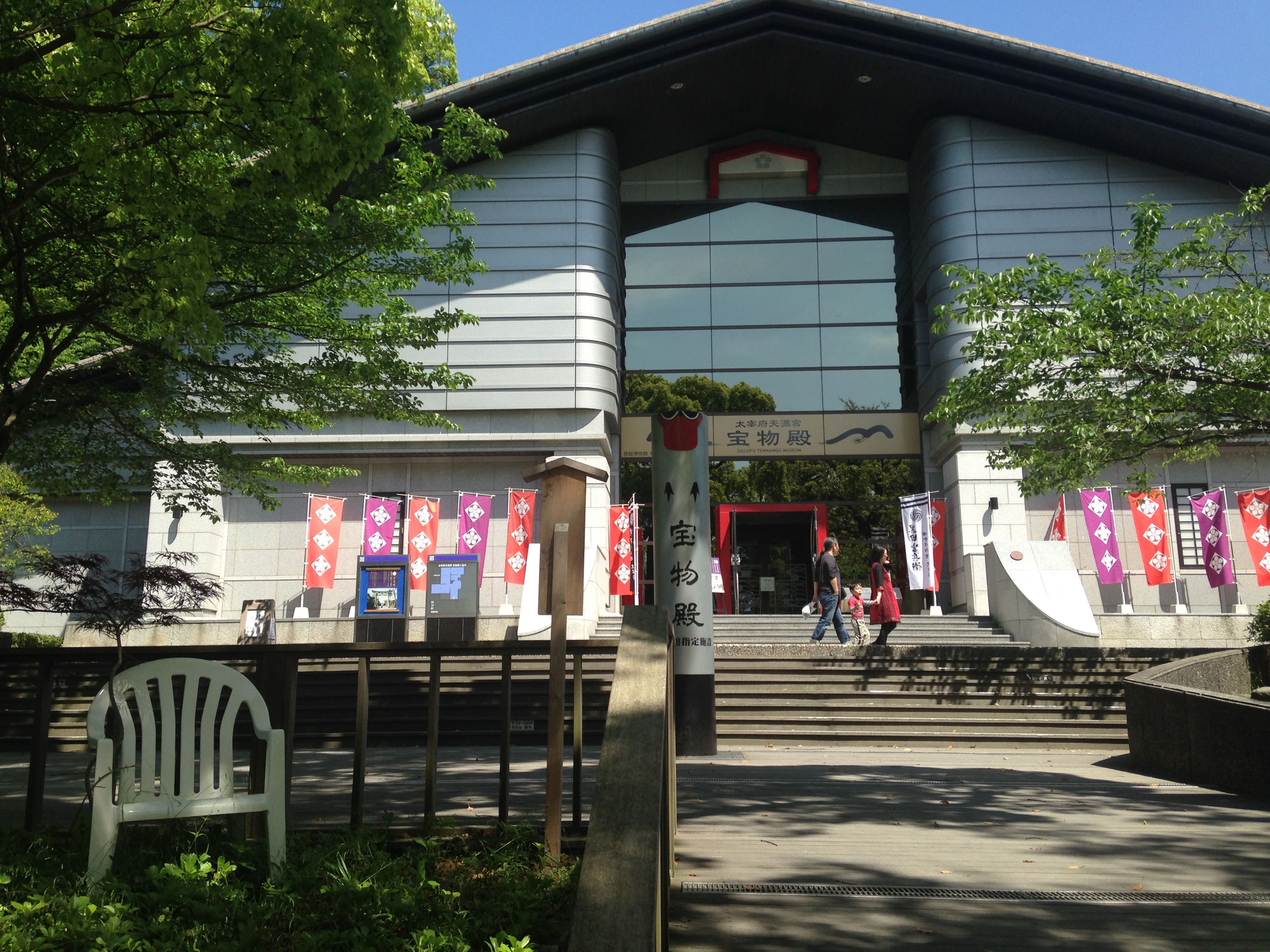
太宰府天満宮宝物館（現保管場所）

社伝によれば、本太刀は太宰府天満宮の祭神である菅原道真が佩用していたものと伝えられる。死後、社宝として同社に保管されていたところ、天正6年（1578年頃）の秋月種実による焼き討ちで、同社本殿とともに本太刀も火災に見舞われ、外装は焼失し、刀身も焼身となった。その後も同社の社宝として引き続き保管され、現在、同社の宝物殿にて保管・一般公開されている。宝物館以外での過去の公開記録としては、以下のものが挙げられる。
- 大宰府博覧会（1873年（明治6年））[9]
- 西日本鉄道創立100周年記念・九州国立博物館開館3周年記念 特別展示「国宝 天神さま-菅原道真の時代と天満宮の至宝-」（2008年（平成20年）9月23日 - 11月30日、九州国立博物館）[10]
- 特別展国宝大神社展（2014年（平成26年）1月15日 - 3月9日、九州国立博物館）[4]